# Анконела (Болоња)
Анконела је насеље у Италији у округу Болоња, региону Емилија-Ромања.
Према процени из 2011. у насељу је живело 54 становника. Насеље се налази на надморској висини од 522 м.